# Стефан Ботев
Стефан Ботев (14 лютого 1968) — болгарський, згодом австралійський важкоатлет.
Бронзовий призер Олімпійських Ігор 1992, 1996 років.
Переможець Ігор Співдружності 1994, 1994 років, срібний призер 1994 року.
Переможець Ігор доброї волі 1990, 1990, 1990 років.
Чемпіон світу з важкої атлетики 1989, 1990 років, срібний призер 1993 року, бронзовий призер 1994, 1995 років.
Чемпіон Європи з важкої атлетики 1989, 1990 років, срібний призер 1987, 1988 років.
```
 Gold: ['N 1988']
```